# Gelenktriebwagen NGT6DD
Der Gelenktriebwagen NGT6DD (Niederflurgelenktriebwagen mit 6 Achsen, Typ Dresden) ist ein Fahrzeugtyp bei der Straßenbahn Dresden. Insgesamt besitzen die Dresdner Verkehrsbetriebe 50 Triebwagen dieses Typs. Sie waren der erste in Dresden eingesetzte Typ von Niederflurstraßenbahnwagen.
Die Fahrzeuge wurden zwischen 1995 und 1998 bei der Deutschen Waggonbau AG (DWA) in Bautzen hergestellt. In den Jahren 2001/2002 beschafften die Dresdner Verkehrsbetriebe 23 Einheiten der auf diesem Triebwagentyp basierenden und um zwei Module auf 41 Meter verlängerten Gelenktriebwagen NGT8DD. Zu jener Zeit gehörte der Waggonbau Bautzen bereits zu Bombardier.

## Aufbau und Ausstattung

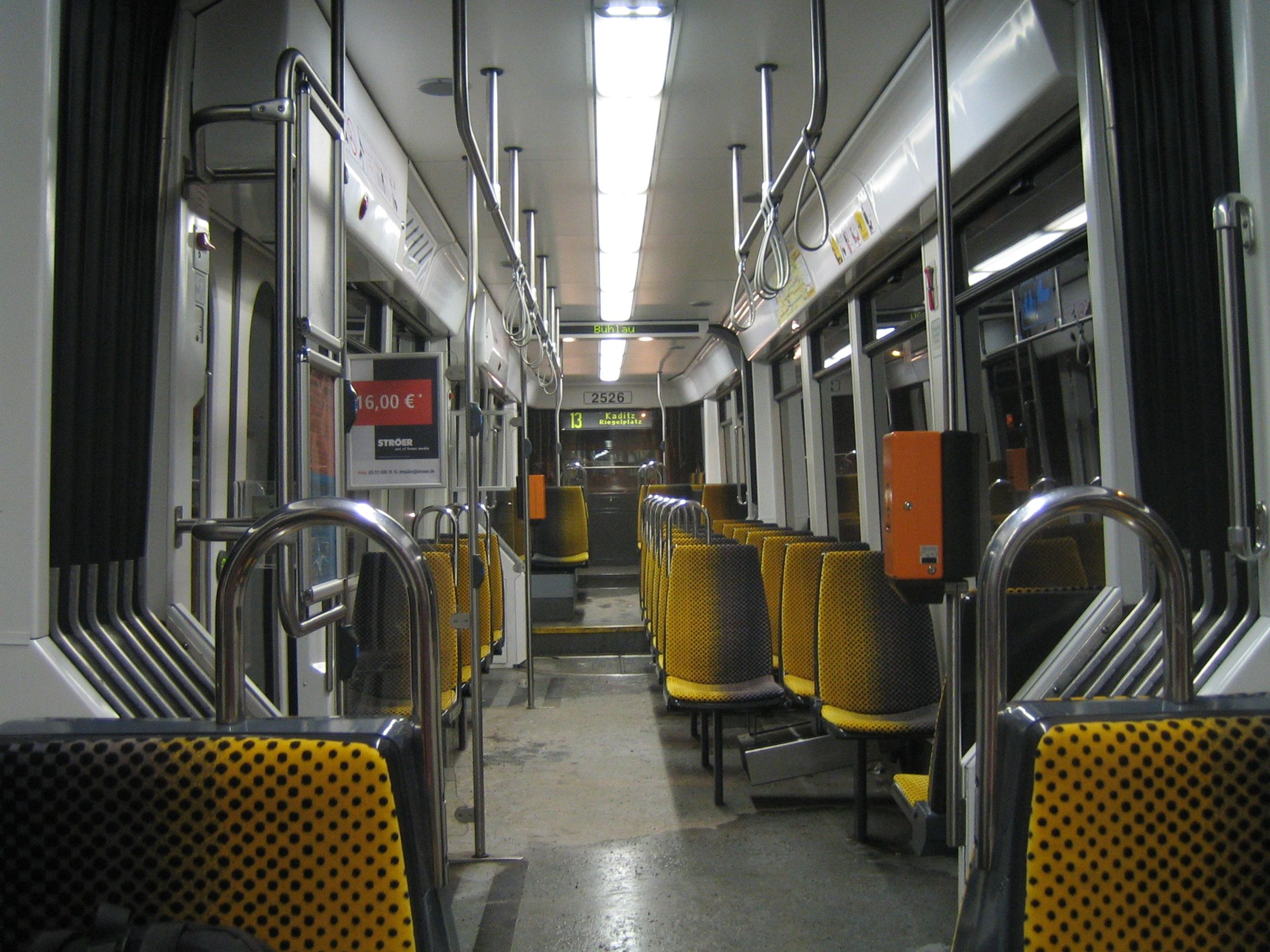
Innenraum (NGT6DD-ER)

Die NGT6DD sind in den Varianten NGT6DD-ER für Ein- (47 Stück) und NGT6DD-ZR für Zweirichtungsbetrieb (13 Stück) gebaut worden. Die Einrichtungswagen tragen die Nummern 2501 bis 2547, die Zweirichtungswagen die Nummern 2581 bis 2593. Hauptmerkmal der Zweirichtungswagen sind Türen auf beiden Fahrzeugseiten sowie die Ausstattung mit zwei vollwertigen Führerständen, während die Einrichtungsfahrzeuge am hinteren Ende lediglich ein Hilfsfahrpult für Rangierfahrten haben. Die übrige technische Ausstattung ist im Wesentlichen identisch, auch die Bestuhlung der Zweirichtungswagen ist überwiegend zum ersten Führerstand hin ausgerichtet.
Die Wagen sind zwischen den Einstiegen einschließlich der benachbarten Gelenke durchgehend niederflurig. Über den Triebgestellen der Endwagenkästen ist der Wagenboden um eine Stufe erhöht, im Führerstandsbereich sowie am führerstandslosen B-Ende der Einrichtungswagen um eine weitere.
Ein Triebwagen ist 29,72 Meter lang und besteht aus fünf Fahrzeugmodulen, damit sind diese Wagen die kürzesten Niederflurstraßenbahnwagen in Dresden. Das erste und fünfte Modul laufen auf je einem zweiachsigen, angetriebenen Laufgestell mit einer Leistung von 2×95 kW. Das dritte Modul läuft auf einem antriebslosen Losradlaufwerk. Die beiden laufwerkslosen Zwischenmodule verfügen jeweils über zwei (ZR-Variante: vier) Einstiegstüren, die als elektromechanisch betriebene Schwenkschiebetüren realisiert sind. Auf der jeweils in Fahrtrichtung rechten Seite gibt es zusätzlich eine nach innen öffnende Führerstandstür.
Insgesamt können in einem NGT6DD 184 Personen befördert werden, wobei das Verhältnis Sitzplätze/Stehplätze je nach Ausstattungsvariante verschieden ist:
- NGT6DD-ER: Sitzplätze: 88, Stehplätze: 96
- NGT6DD-ZR: Sitzplätze: 72, Stehplätze: 112

Seit Februar bzw. Juli 2023 werden NGT6DD und NGT8DD mit LED-Blinkern ausgestattet. Allerdings liegt keine vollständige LED-Beleuchtung vor. Auch die Blinker unterscheiden sich von denen der NGT DXDD. Der Wagen 2544 war das Testfahrzeug für die neue Beleuchtung; er fuhr ab dem 21. Februar 2023 vorübergehend mit LED-Blinkern. Da es keine vierte Hauptuntersuchung für die NGT6DD-ER geben soll, war er das einzige Fahrzeug seiner Bauart, das mit diesen Blinkern ausgestattet war. Aktuell sind die Wagen 2591 und 2593 die einzigen, die mit diesen Blinkern ausgestattet sind. Alle weiteren NGT6DD-ZR sollen sie mit den Hauptuntersuchungen ab 2026 bekommen. Im Rahmen einer Unfallinstandsetzung bekam 2593 eine neue vollständige LED-Ausstattung.

## Einsatz
Grundsätzlich beschränkt sich der Einsatz der NGT6DD auf die Linien 1, 9, 10, 12 und 13. Dabei werden die Zweirichtungsfahrzeuge bevorzugt bei Baumaßnahmen eingesetzt, da sie einen Verzicht auf Wendeschleifen oder Gleisdreiecke (beispielsweise an vorübergehenden Endhaltestellen) ermöglichen. An Wochenenden wird ein Zweirichtungswagen als Pendelwagen auf der verkürzten Linie 8 (im Abschnitt Infineon Süd – Hellerau) eingesetzt. Bei Ausfall von Wagen anderer Typen sind die NGT6DD auch auf weiteren Linien anzutreffen.  
Bis zur Anlieferung der ersten NGT8DD kam es u. a. auf der Linie 2 zu Einsätzen von NGT6DD in Doppeltraktion.
Aktuell (Stand: August 2025) ist der Wagen 2523 unfallbedingt bis auf Weiteres abgestellt. Eventuell erhält der Wagen keine Instandsetzung mehr.  

## Ausmusterung
Seit 2024 bereitet die DVB die Ausmusterung von zehn Triebwagen dieses Typs vor, deren Reparatur zu teuer wäre. Viele Komponenten sollen als Ersatzteile für die verbleibenden Einheiten entnommen werden, der Rest wird verschrottet. 
Der Wagen 2506 wurde bereits im Mai 2023 abgestellt, der Wagen 2502 im August 2023.
Der Wagen 2545 wurde im Januar 2024 abgestellt und im Juni 2024 ausgemustert und verschrottet. Die Wagen 2546 und 2547 wurden im April bzw. März 2024 abgestellt, im Oktober 2024 ausgemustert und im Mai 2025 verschrottet.
Der Wagen 2530 wurde im Oktober 2024 abgestellt, der Wagen 2521 im November 2024. Beide Wagen wurden im Juni 2025 ausgemustert und zum Verschrotten abtransportiert.
Im Januar 2025 wurden die Wagen 2501, 2504 und 2507 abgestellt.
Ein Teil der verbleibenden Einrichtungswagen soll einer vierten Hauptuntersuchung unterzogen werden. Mindestens sieben Wagen werden mit Fristablauf ausgemustert und zum Teil durch NGT DXDD ersetzt.
Nur die Zweirichtungswagen (2581–2593) sollen noch langfristig im Bestand bleiben.